# Elisabeth Bik

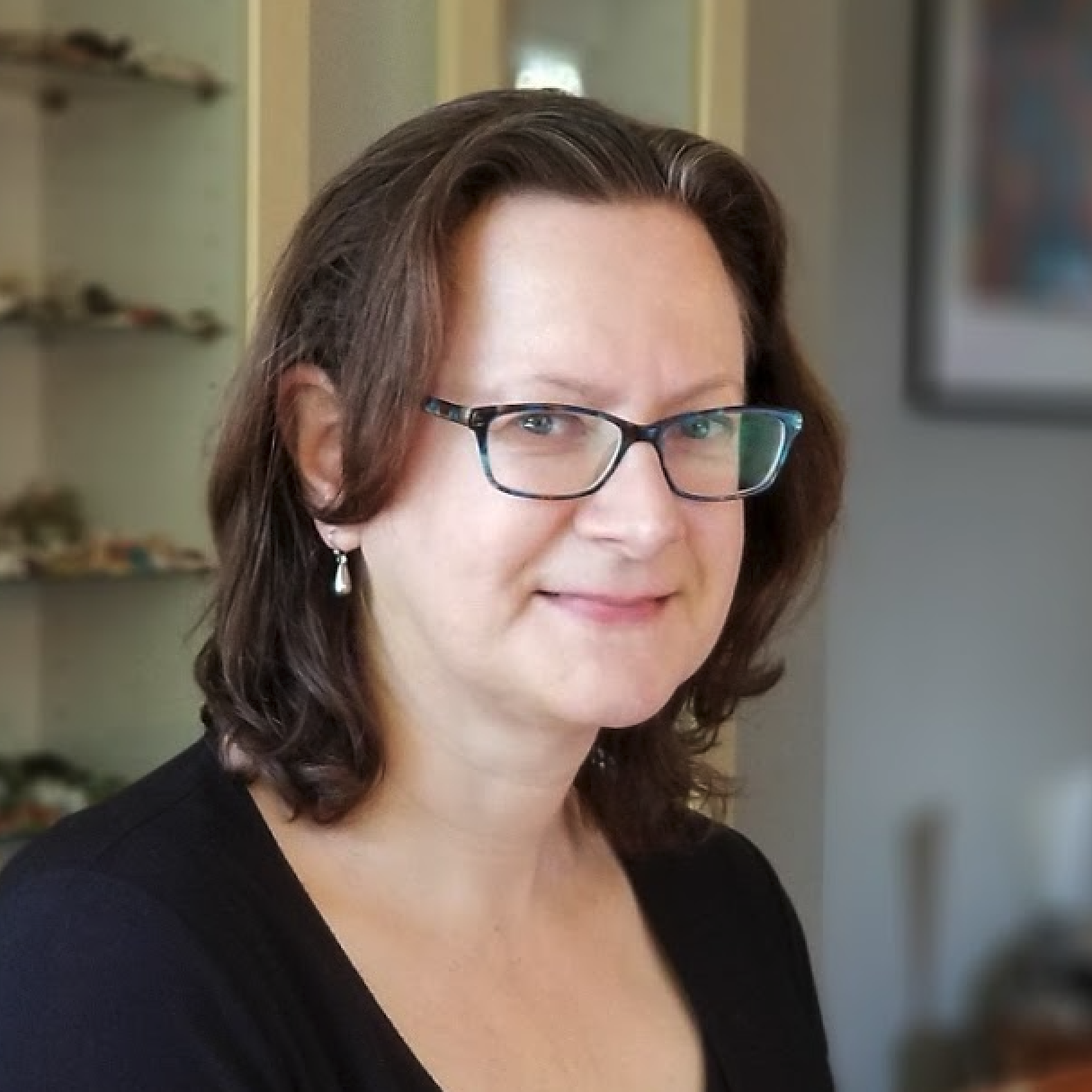
Elisabeth Bik (Foto: 2019)

Elisabeth Margaretha Harbers-Bik (geb. 1966) ist eine niederländische Mikrobiologin. Sie wurde durch die Aufdeckung wissenschaftlichen Fehlverhaltens in Form von Bildmanipulationen bekannt.

## Leben und Wirken
Bik wurde in den Niederlanden geboren. Sie wuchs in der Stadt Gouda auf, absolvierte ein Studium der Mikrobiologie und promovierte an der Universität Utrecht. Sie war als wissenschaftliche Mitarbeiterin an der Stanford University tätig, wo sie unter anderem das Mikrobiom der menschlichen Mundschleimhaut erforschte.
Sie bemerkte im Jahr 2013, dass ihre eigene Arbeit von anderen Wissenschaftlern plagiiert wurde, was ihr Interesse am Thema Wissenschaftsintegrität erweckte. Im April 2019 gab Bik ihren bezahlten Job bei einem biomedizinischen Start-up-Unternehmen auf und spürt fortan in Vollzeit kostenlos Bildmanipulationen in der Wissenschaft nach. Ihre Ergebnisse postet sie auf der Plattform Pubpeer, auf der wissenschaftliche Artikel diskutiert werden. Dort hat Bik inzwischen über 125.000 Follower. Mittlerweile wurden mehrere Hundert wissenschaftliche Artikel aufgrund der Arbeit Biks zurückgezogen.
Für Aufsehen sorgten ihre Funde zum Mikrobiologen Didier Raoult, der während der Covid-19-Pandemie mit umstrittenen Studien zu den Malaria-Medikamenten Chloroquin und Hydroxychloroquin von sich Reden machte. Raoult erstattete Strafanzeige gegen Bik, woraufhin sich hunderte Wissenschaftler in einem Brief mit Bik solidarisierten.

## Auszeichnungen
2020 wurde Bik mit dem Peter Wildy Prize von der Microbiology Society for communication of microbiology in education and to the public ausgezeichnet. Im Jahr 2021 erhielt Bik den unter anderem von der Fachzeitschrift Nature vergebenen John-Maddox-Preis für „herausragende Arbeit, die weit verbreitete Bedrohungen für die Integrität der Forschung in fast 5000 wissenschaftlichen Arbeiten aufdeckt“. Im gleichen Jahr hat Bik auch den Ockham-Preis von dem US-amerikanischen Wissenschaftsmagazin Skeptic bekommen, der eine von Glas umhüllte Rasierklinge darstellt. 2024 erhielt sie den Einstein Foundation Award.

## Zitat
„Die Gefahr bei sozialen Medien besteht darin, dass selbst ein mittelmäßiger oder schlechter oder fehlerhafter Artikel von Menschen mit unterschiedlichen Agenden ins Rampenlicht gerückt und als neue Wahrheit gefeiert werden kann. Das ist eine neue Gefahr, die es vorher nicht gegeben hat.“